# Espenluch und Stülper See
Das Naturschutzgebiet Espenluch und Stülper See liegt auf dem Gebiet der Gemeinde Nuthe-Urstromtal im Landkreis Teltow-Fläming in Brandenburg. Es erstreckt sich südwestlich von Stülpe, einem Ortsteil der Gemeinde Nuthe-Urstromtal. Nördlich des Gebietes verläuft die Landesstraße L 73 und östlich die L 70. Südlich erstreckt sich das 98,34 ha große Naturschutzgebiet Heidehof-Golmberg.

## Bedeutung
Das 72,8 ha große Gebiet mit der Kenn-Nummer 1475 wurde mit Verordnung vom 25. Mai 2004 unter Naturschutz gestellt.